# تپه گور سمه (۲)
تپه گور سمه (۲) مربوط به سدهٔ ۵ تا ۷ ه.ق - دوره سلجوقیان است و در شهرستان بروجرد، بخش اشترینان، دهستان اشترینان، ۳/۵ کیلومتری شمال شرق شهر اشترینان واقع شده و این اثر در تاریخ ۲۸ اسفند ۱۳۸۵ با شمارهٔ ثبت ۱۸۳۶۵ به‌عنوان یکی از آثار ملی ایران به ثبت رسیده است.